# Isla María

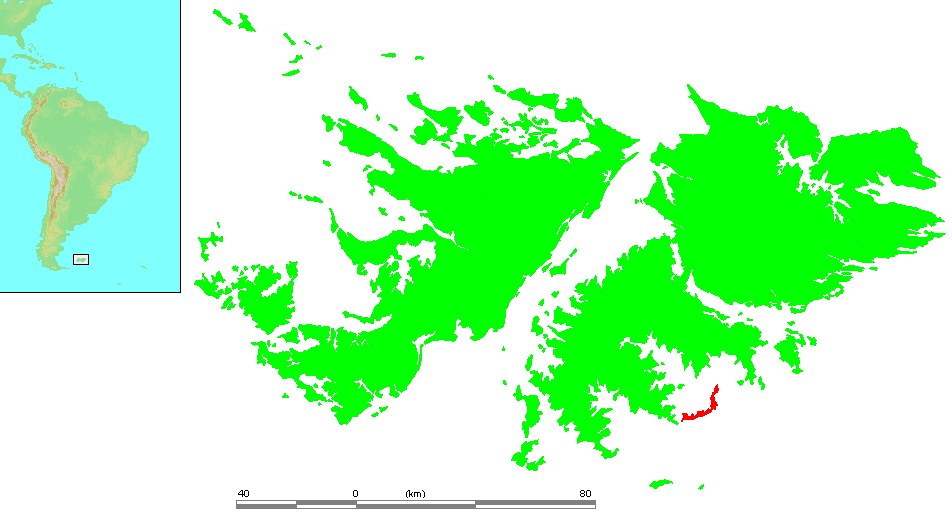
Localización de la Isla María.

La isla María (inglés: Bleaker Island) forma parte del archipiélago de las islas Malvinas, y está localizada al este de Lafonia (la península del sur de la isla Soledad).
Es administrada por el Reino Unido como parte del territorio de ultramar de las Islas Malvinas. Es reclamada por Argentina, formando parte del Departamento Islas del Atlántico Sur dentro de la provincia de Tierra del Fuego, Antártida e Islas del Atlántico Sur.

## Geografía
La isla tiene una forma larga y estrecha, y se compone de un área de 20,7 km². Está dotada de largas playas de arena pura y muy fina: esto se debe a la frecuencia y enorme potencia de las olas que rompen contra sus costas. El punto más alto es el Monte Semáforo, con unos 29 metros de altura.

## Historia
En la isla María existe una granja dedicada al ganado de ovejas. 

## Flora y fauna
La parte norte de la isla es una reserva natural.
Como muchas otras islas del archipiélago de Malvinas es hogar de pingüinos, lobos marinos, y albatros. En su suelo se encuentran grandes cantidades de turba, característica de la zona.
La flora de la isla incluye la orquídea amarilla y la orquídea perro, y el zapato de la dama